# Sisapronil
Sisapronil (INN) is een antiparasitair middel gebruikt in de diergeneeskunde. Het is een geneesmiddel tegen ectoparasieten, zoals teken en mijten, voor uitwendige toediening bij runderen en geiten.
Het is een gesubstitueerd pyrazoolderivaat, meer bepaald een gefluoreerd cyclopropylfenylpyrazool. Voor deze en aanverwante verbindingen verkreeg Pfizer in 2005 een octrooi.
De Europese Commissie heeft in november 2015 maximumwaarde voor residuen (MRL's) vastgesteld voor sisapronil in weefsels van behandelde dieren. Het middel mag niet gebruikt worden bij dieren die melk voor menselijke consumptie produceren.